# Grube Mauritius
Die Mauritius-Zeche war ein bedeutendes Zinn-Bergwerk in Hřebečná (deutsch Hengstererben) im böhmischen Teil des Erzgebirges, das zwischen 1545 und 1944 nahezu durchgehend in Betrieb war und am 8. Mai 2015 als Schaubergwerk Důl Mauritius (= Grube Mauritius) wiedereröffnet wurde.
Die Mauritius-Zeche ist eine ausgewählte Stätte innerhalb der „Montanen Kulturlandschaft Abertamy – Boží Dar – Horní Blatná“ für die Kandidatur zum UNESCO-Welterbe „Montanregion Erzgebirge“.

## Lage
Die Mauritius-Zeche liegt in Hřebečná, etwa 2 km nordöstlich von Abertamy (Abertham) auf etwa 1000 m n.m.

## Geologie
Der Rote Granit des (Alten) Hengstes ist von Greisengängen durchsetzt. Die zinnhaltigen Gänge strichen über Tage aus und wurden in den ersten Jahren im Tagebau abgebaut, wovon noch heute Pingen wie die Schnepp-Pinge zeugen. Das Zinnerz lag als Kassiterit vor.

## Geschichte
Die erste Überlieferung des Bergbaus am Berg Hengst (nach der Gründung von Jungenhengst im Schwarzwassertal auch Alter Hengst genannt) stammt von Johannes Mathesius, der in seiner Sarepta unter dem 4. Quartal 1545 „Hengst angangen“ schrieb. Im Gebiet des Hengstes gab es mehrere Bergwerke, unter denen die nach dem ersten Besitzer Paul Behr Behrische Zeche genannte die bedeutendste war. Nur die Rote Grube im „Vorderen Hengst“ hatte eine vergleichbare Größe.
Am 1. Januar 1548 erließ König Ferdinand I. eine Zinnbergordnung, die den Bergbau hier und in einigen benachbarten Bergwerken regelte.
Als die Tagebaue eine Teufe erreichten, in der sie nicht mehr beherrschbar waren, wurde der Abbau unter Tage weitergeführt. Gewonnen wurde ein besonders reines Zinn, das als „Rössl-Zinn“ über Augsburg und Nürnberg exportiert wurde. Bevorzugte Methode war das Feuersetzen. Zwischen 1545 und 1620 wurden mehrere tausend Tonnen Zinn gefördert. In dieser Zeit war die Behrische Zeche das größte Zinnbergwerk im böhmischen Teil des Erzgebirges und das drittgrößte in ganz Böhmen. Nachfolgend ging die Gewinnung zurück. Die immer tieferen Baue führten zu Problemen mit der Wasserhaltung.
Zum Ende des 17. Jahrhunderts erhielt die Behrische Zeche den Namen „Mauritius-Zeche“. Nach 1850 kaufte der sächsische Berggeschworene William Tröger die Grube.
In einem Schreiben vom 12. August 1940 bekam die Gewerkschaft Zinnwalder Bergbau in Altenberg, von Bergassessor Otto Spinzig, die Grubenfelder der Grube Mauritius zum Kauf angeboten. Die schon bestehende Gewerkschaft für Zinnbergbau in Abertham sollte im Auftrag von Zinnwald die Untersuchungsarbeiten ausführen. Zu diesem Zweck kaufte Zinnwald die 128 Kuxe der Gewerkschaft von der British and Continental Mining Syndicate Ltd. in London. Die Vertragsunterzeichnung der beiden Seiten fanden am 27. August/10. September 1941 statt. Die Gewerkschaft für Zinnbergbau Abertham übernahm daraufhin die Grubenfelder. Da die Gewerkschaft in Untätigkeit verharrte, wurde am 29. November 1943 ein Gewerkentag in Altenberg abgehalten. Hier wurden der Direktor der Gewerkschaft Kadainka, Prag, sowie die am 5. Januar 1938 gewählten Vorstandsmitglieder F.M. Oppermann, Brüssel, F.H. Giamonna, Brüssel und Karl Loris, Prag, abberufen. Die Gewerkschaft wurde in Gewerkschaft Sudetenerz umbenannt. Zum Direktor der Gewerkschaft wurde Otto Eisentraut, Vorstandsvorsitzender der Gewerkschaft Zinnwalder Bergbau in Altenberg, und zum stellvertretenden Direktor Hans Junker, Geschäftsführer der Sachsenerz Bergwerksgesellschaft mbH, berufen. Da der Gewerkschaft Zinnbergbau Abertham die notwendigen Mittel zur Aufnahme eines Grubenbetriebes fehlten, wurden mit einem Überlassungsvertrag vom 4. Dezember 1943 die Grubenfelder rückwirkend zum 1. April 1942 der Gewerkschaft Zinnwalder Bergbau übertragen. Im Januar 1944 wurde mit den Untersuchungsarbeiten begonnen. Aufgrund von Arbeitskräftemangel wurden die Arbeiten im Oktober 1944 eingestellt.

## Anlagen
Die wichtigsten Erbstollen waren der Festenberger und der Christophstolln. 1751 wurde vom Wistritztal aus der Blasius-Stolln(Erbstollen) aufgefahren, dessen Sohle etwa 50 m unter der des Festenberger Stollns lag und den Blasius-Schacht in 84 m Teufe erreichte.
In seiner Umgebung entstanden bis zu 13 Pochwerke, die Aufschlagwasser der Roten Wistritz (Bystřice) nutzten. Pochwerke standen aber auch direkt in der Nähe des Mauritiusschachtes. Für diese wurde ein 2,4 km langer Kunstgraben und der Behrische Teich angelegt, der das Wasser bis unter den Gottesgaber Spitzberg leitete. Der in einem Moorgebiet angelegte Teich hat eine Fläche von etwa 17000 m² und der Damm eine Länge von 170 m.
Die Mauritius-Zeche verfügte über ein eigenes Hüttenwerk, eine Zinnhütte, und seit 1773 auch eine Arsenhütte. Die Weiterverarbeitung des Zinns fand im benachbarten Sankt Joachimsthal statt, wozu vor allem die dortige ärarische Hütte genutzt wurde.

## Schaubergwerk
Das von der Stadt Abertamy und dem Verein der Freunde der Grube des Heiligen Mauritius betriebene Schaubergwerk wurde am 8. Mai 2015 eröffnet. Die Erschließung erfolgte mit finanzieller Unterstützung der Europäischen Union im Rahmen des Ziel 3/Cíl 3-Programms zur Förderung der grenzübergreifenden Zusammenarbeit zwischen der Tschechischen Republik und dem Freistaat Sachsen.

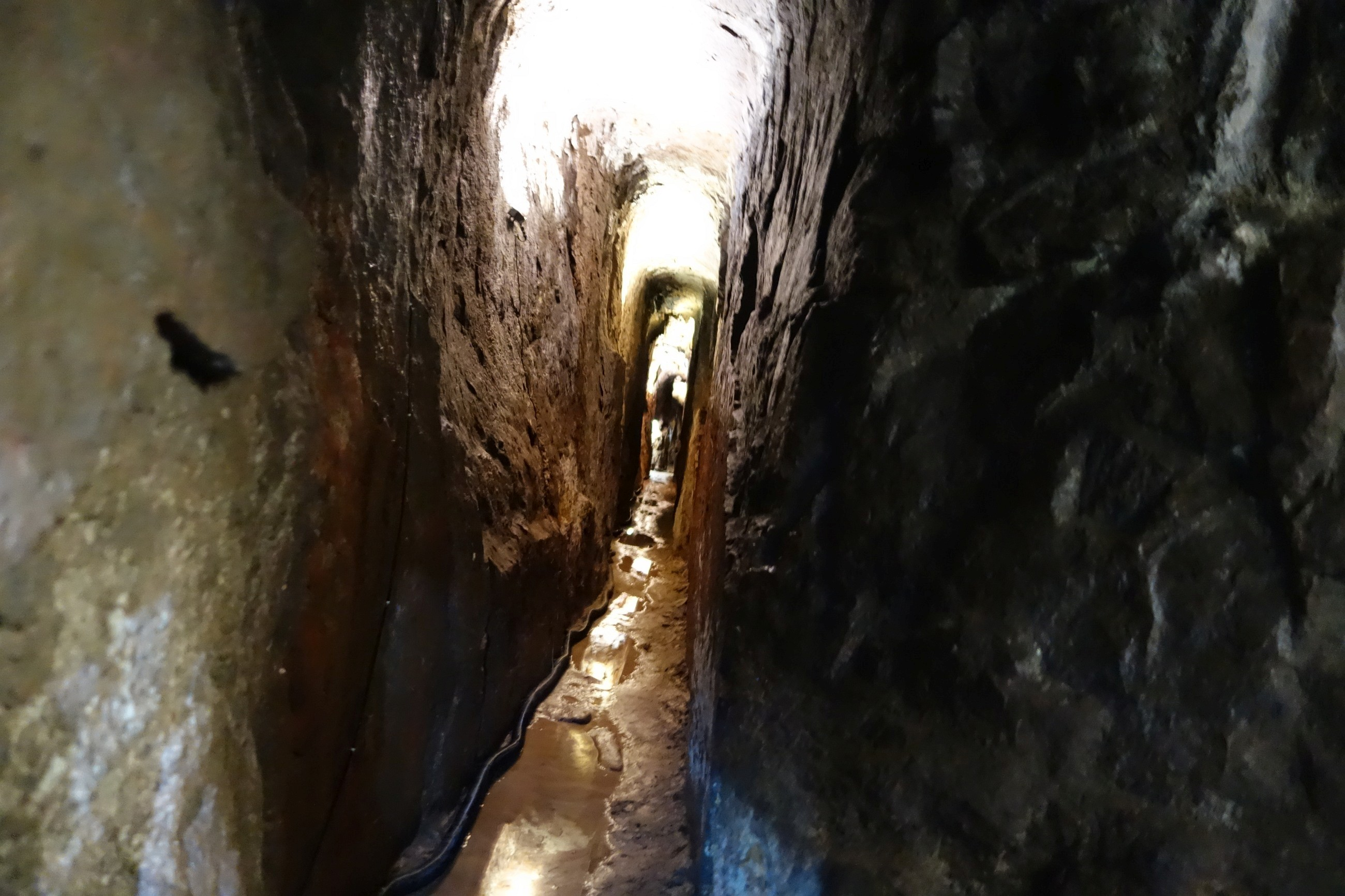
Hauptstolln
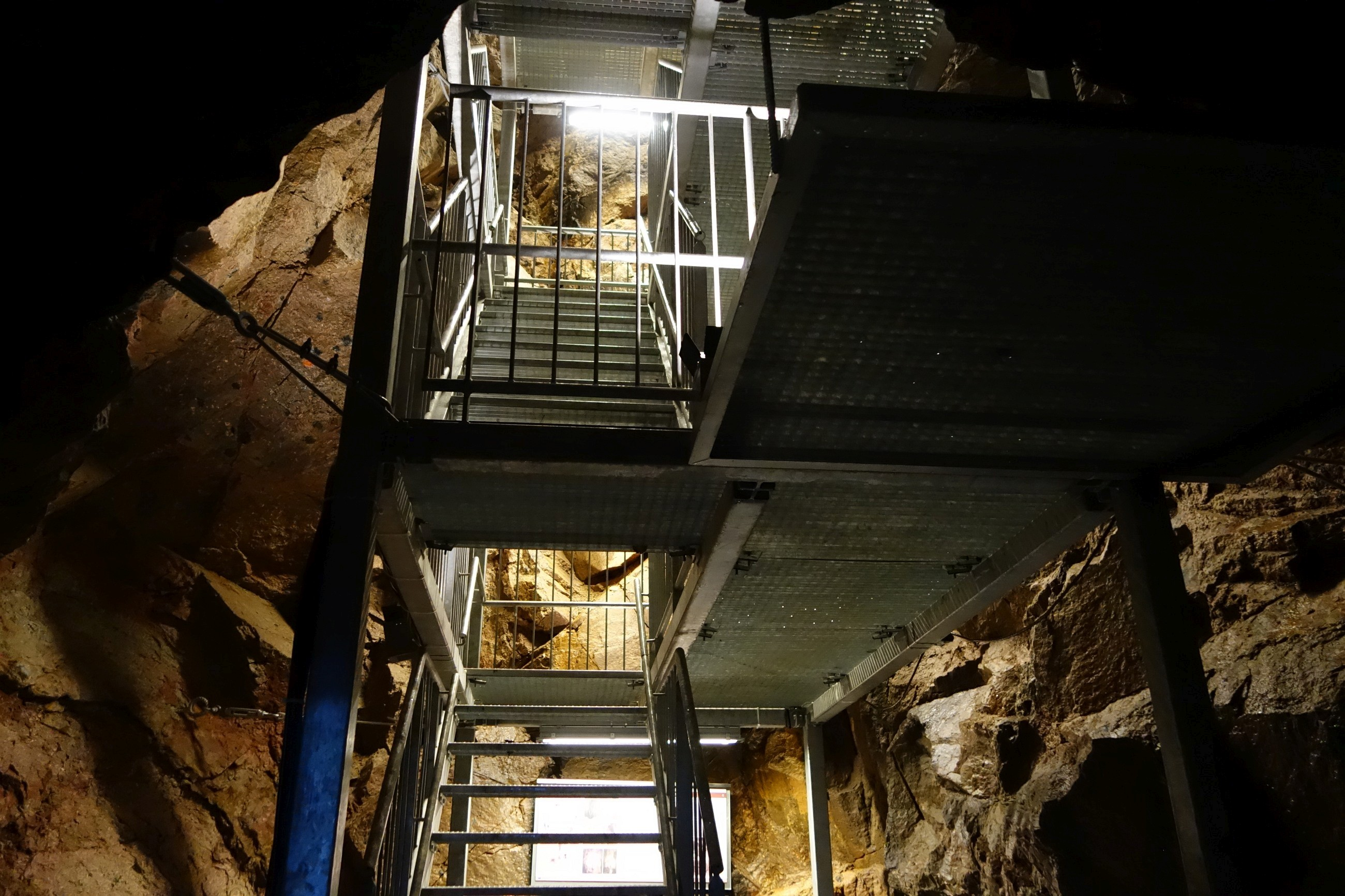
Neu angelegter Treppenturm
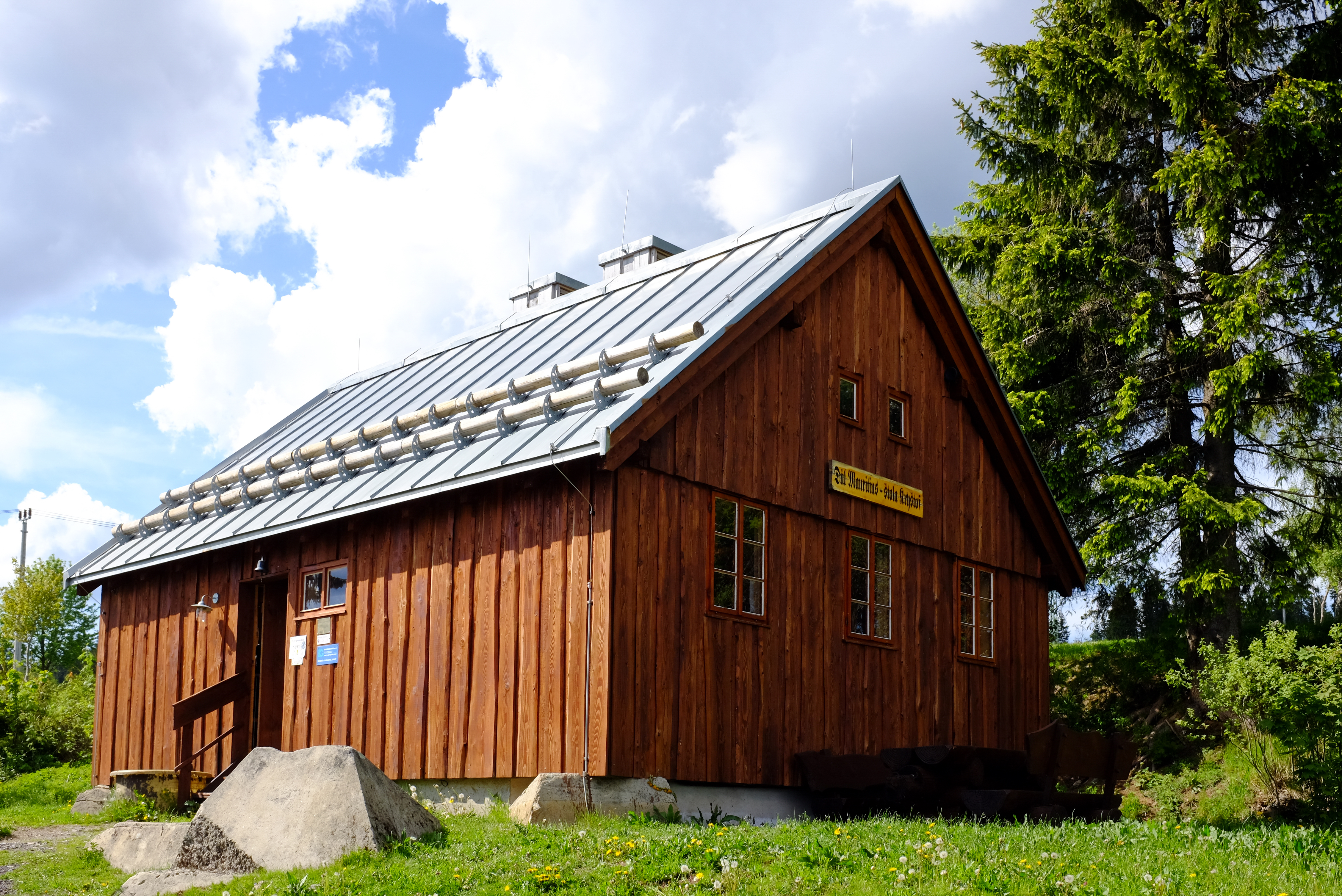
Neu angelegtes Huthaus auf dem Schacht
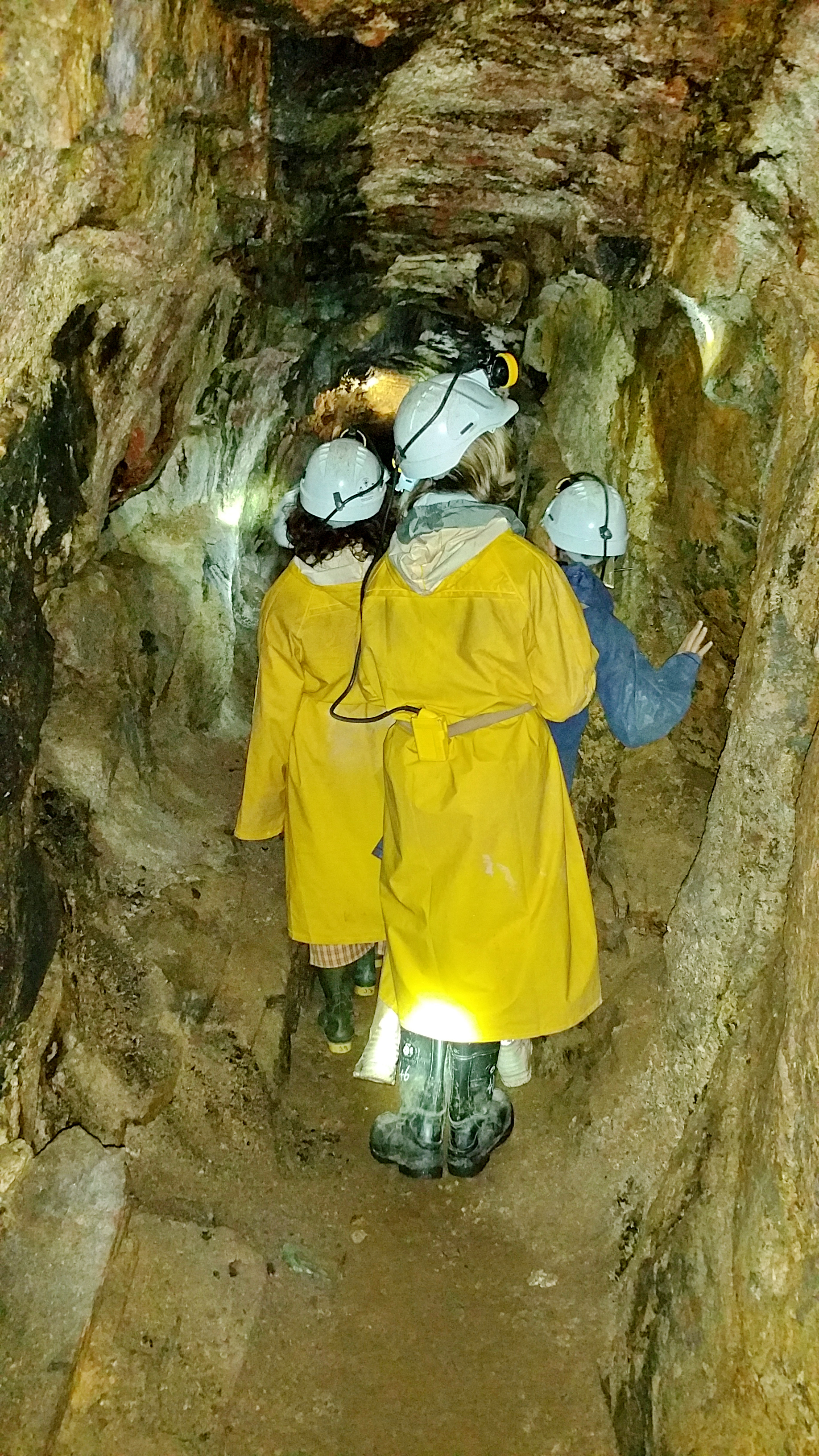
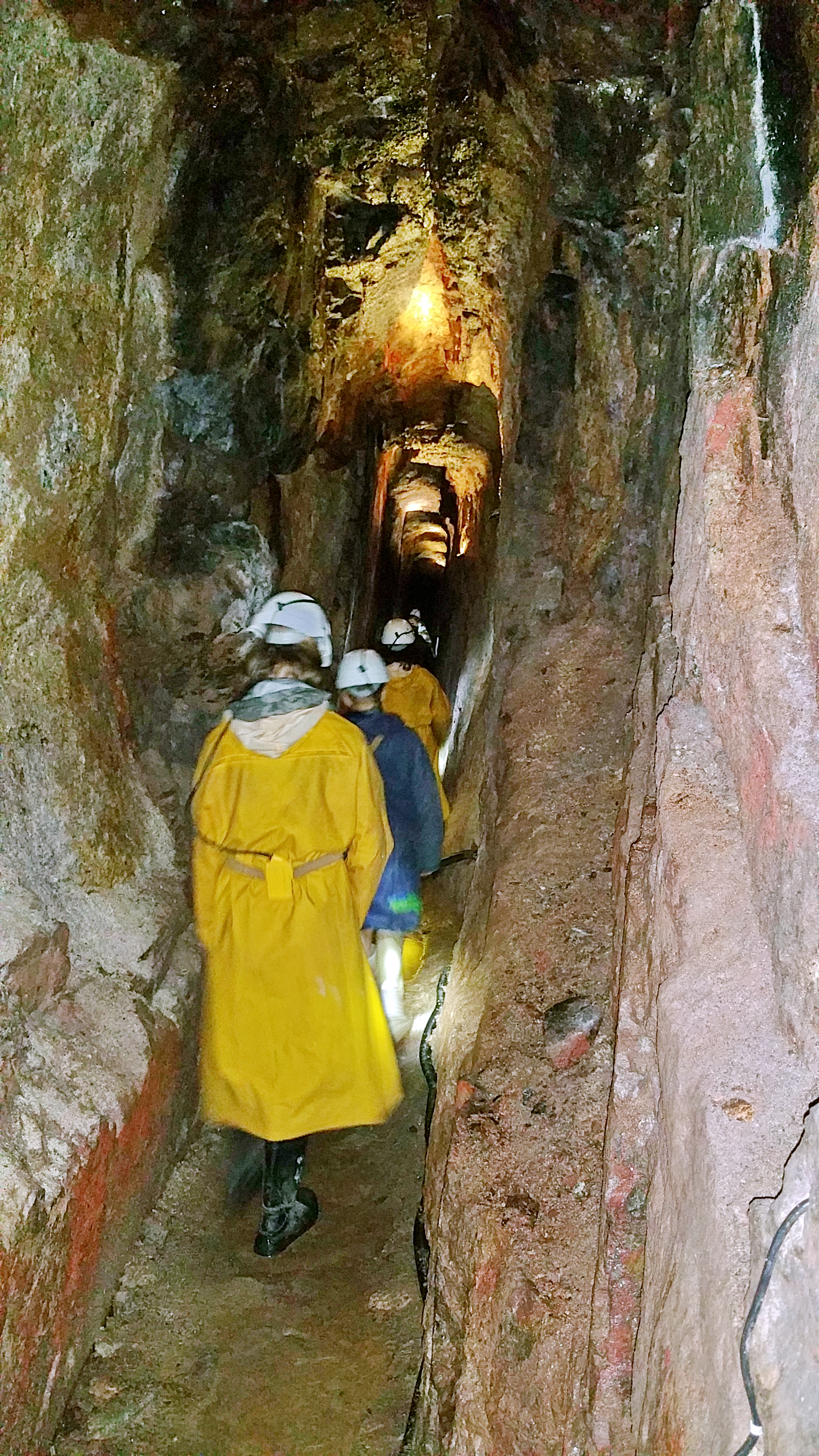
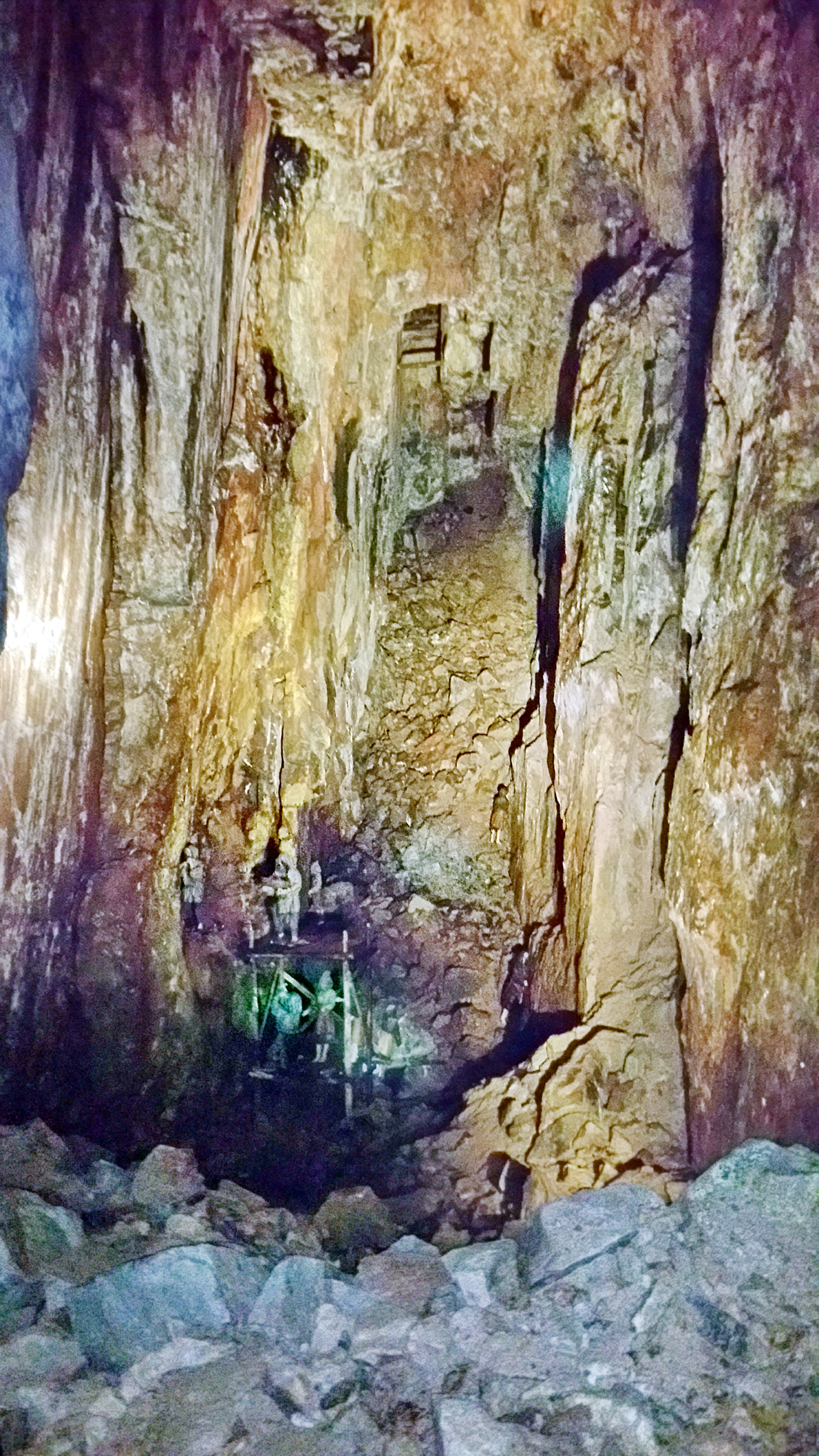
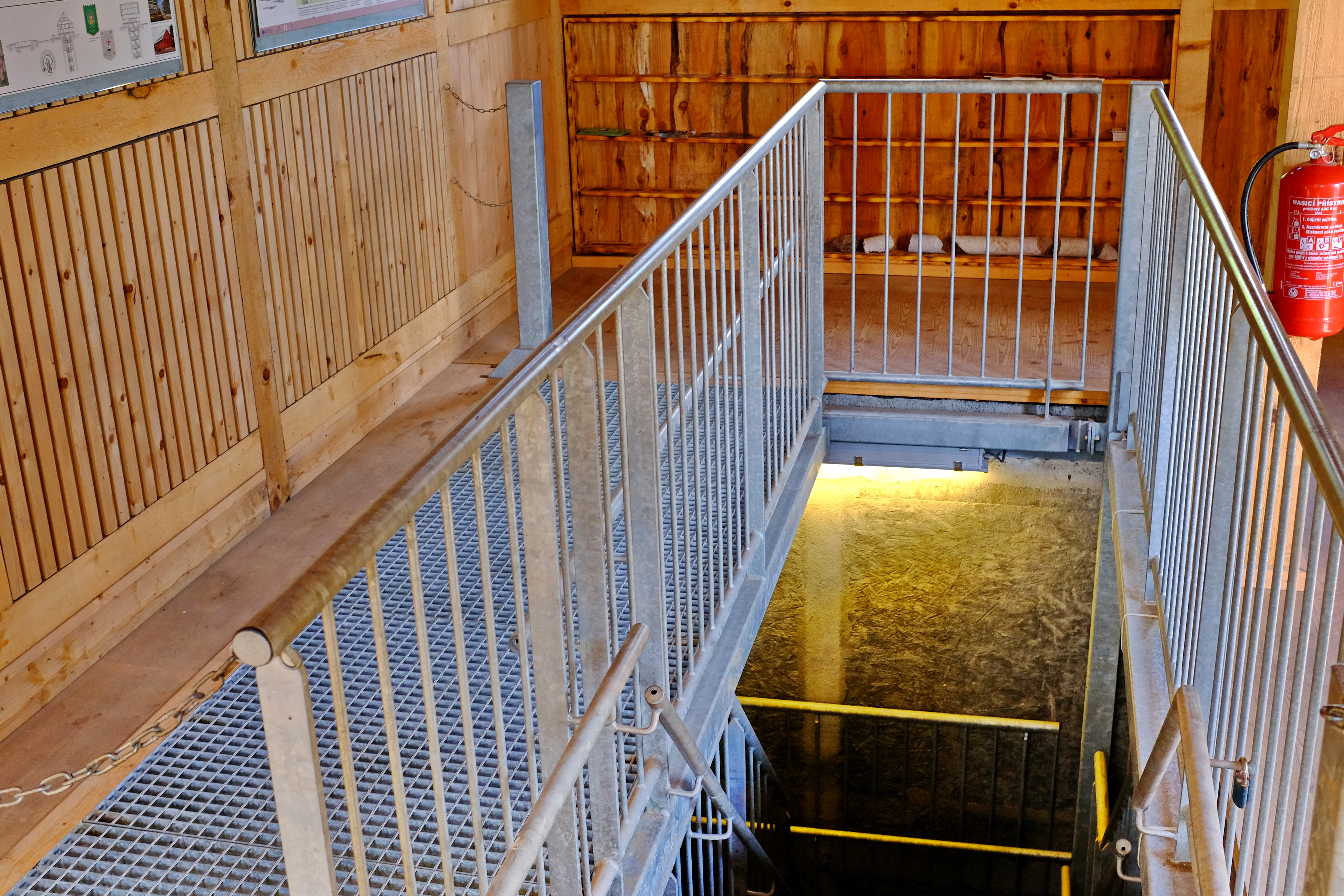